# 真島吾朗
真島 吾朗（まじま ごろう）は、セガのアクションゲーム龍が如くシリーズに登場する架空の人物。
担当声優は宇垣秀成。

## 概要
嶋野組時代の暴れっぷりから「嶋野の狂犬」、「隻眼の魔王」と呼ばれるヤクザ。若かりし頃は支配人として働いていたキャバレーでの手腕から「夜の帝王」と呼ばれていた。
服装は素肌に直接羽織った蛇柄のジャケットと左目の眼帯（『3』以降は蛇のマークがついたもの）がトレードマークで、『2』では黄色のドカヘルも特徴的となっており、この服装以外にも『3』以降は幹部という立場から黒のスーツに赤シャツに黒ネクタイ、若き日の『0』ではキャバレーの支配人という立場からタキシードを着用していた。体に白蛇や桜、般若をあしらった五分袖の額彫りの刺青を入れている。愛用の匕首（ドス）である「鬼炎（きえん）のドス」を常時持ち歩いている。主な髪型はテクノカット（『0』ではポニーテール）で、煙草はハイライトを愛煙している。
ノリの良い人懐こさの裏に凶暴性を秘めた極めて危険な人物で、敵だけでなく子分達にも暴力を振るうが、子分達に手を上げるのは場の空気を読まない行動をしたり筋の通らない真似をした時など子分達に非があった場合のみであり、普段は子分達からは慕われている。「真島吾朗」と言うフルネームを覚えて貰えず、間違えた漢字で年賀状を出した組員を半殺しにした事もある。また関西弁で話すが、関西の人間でないために独特なクセがついていたり（制作陣曰く「真島弁」）、桐生一馬のことを「桐生チャン」(『3』以降は「桐生ちゃん」)と呼んだりと良くも悪くもコミカルな性格をしている。しかし本来は『0』でも見られる通り生真面目な性分である様で、以降も狂人を意図的に演じていると思われる節も見え隠れしている。キャバレーの支配人時代は堅気の仕事を「性に合わない」と嫌悪しつつも巧みな経営手腕を発揮しては店を繁盛させ、周囲への気配りを怠らない事からホステスや従業員からも慕われていた。また、女性や子供に対して非常に優しい一面を持っており、『1』でも人質に取ったソープ嬢が「俺の女にならんか？」という誘いを「好きな人が居るから」と怯えつつも断った際には「それでええ」「正直な子が好き」と大人しく見逃し、『0』ではサブストーリー及びマコトとの関係にも窺える。また、『極』においては過去（『0』）でキャバクラ経営に助力していた頃はキャバ嬢達に手を焼いていたとぼやきつつも、様々なトラブルを乗り越えるうちに徐々に彼女らへの情が湧いて離れ難くなったと回顧しており、桐生にもキャバクラ経営を勧めている。
『1』の頃は出演シーンは少なく脇役的な扱いであったが、劇中での際立ったパーソナリティもあってシリーズを重ねるごとに人気が上昇していき、シリーズの重要な部分も任されるようになったことで先述したようなコミカルな面は『3』以降はあまり目立たなくなり、本来の性分であるシリアスな面が強調されるようになった。2013年の「龍が如くシリーズ キャラクター総選挙」では主人公である桐生を抑えて1位になっており、『1』のリメイクである『極』では大幅に出番が追加されたり、『2』のリメイクである『極2』では自身を主人公とした追加シナリオが描かれたりと脇役だった頃と比べて人気キャラ故の扱いも受けるようになった。
戦闘スタイルはプレイヤーとして登場した『0』では素手攻撃主体の「喧嘩師スタイル」、野球のバット（ボコボコバット）を使った「スラッガースタイル」、ブレイクダンスを元にした「ダンサースタイル」を駆使して戦い、『1』以降の敵としての戦闘スタイルは素早さを生かしたドスを使った攻撃を主体としており、合間に蹴りを織り交ぜるなどのトリッキーな戦いを行う。リメイク版の『極』では、ドス以外にも先述した3つのスタイルも使用する。『4』ではフィギュアスケートのスピンのように回転しながら攻撃したり、『5』以降（「6」「極2」以外）では（ゲーム内の演出であるが）5体に分身して見える程のスピードで動くという人間離れした技も披露した。
『7』では一定以下のダメージを受けると乱入してきた冴島と共に春日に挟撃を仕掛ける絆技「剛刃合殺」を使用する。また、デリバリーヘルプのキャストとしても登場し、敵全体に確率で感電状態を付与させる攻撃を放つ「紫電鬼炎刃」という技を使う。
外伝作品である『OF THE END』では「Mark IV.EXP」と呼ばれる自身の愛用のショットガンを使用しているが、弾倉化した設計により連射が可能・装弾数が通常より多い17発（通常は12発）・リロード時間が短いなど通常のショットガンとは異なる仕様になっている。

## 劇中での活躍

### 本シリーズ
回想での主な出来事
東城会直系堂島組の傘下に位置する嶋野組の組員として活動し、1985年4月21日（当時20歳）に親の出世のために上野誠和会会長の上野吉春を襲撃する代紋違いの兄弟分である東城会系笹井組組員の冴島大河に組織の意向に反抗してまで加勢しようとしたが、上野誠和会の葛城勲と繋がっていた東城会の柴田組によって監禁され、構成員に抵抗したために左目をドスで刺されて隻眼になる（『4』）。その後、1992年（当時28歳）にはアイドルだった朴美麗や俳優の勝矢直樹と出会って友人関係となり、撮影中に怪我でアクション俳優としての生命を絶たれた勝矢のその後の仕事を世話したり、朴に関しても後に結婚して子を儲けるが、アイドル活動を続けていくために朴が独断で子供を堕ろしたことが原因で離婚する（『5』）。

#### 龍が如く0 誓いの場所
上野吉春襲撃の件で組織の命令に逆らった制裁として、拷問部屋の「穴倉」で行われた拷問を一年間耐え抜き、1986年（当時21歳）に嶋野組（1987年に堂島組から独立して、直系組織に昇格している）の組長である嶋野太により外に出されるも極道社会から追放され、嶋野の代紋違いの兄弟分である近江連合直参佐川組組長の佐川司の監視下に置かれる。許可なく蒼天堀以外の移動を禁止された。
その後は一般人として蒼天堀のキャバレー「グランド」の支配人に任ぜられ、冴島を待つ場所として嶋野組への復帰を目指し、条件として提示された売上金を稼ぐために仕事に精を出す。支配人としての仕事に加えて違反行為を働いた客に対する用心棒的な役割を果たし、更にはそれをショーのように演出したり、違反行為の客に対し免罪と引き換えにその場の全ての客の代金を肩代わりさせるなど、着実に人心と売り上げを獲得してき、競合犇めく蒼天堀で倒産寸前の店をNo.1の人気店に押し上げた「夜の帝王」と呼ばれるまでになる。一方で真島自身の内心は、性に合わない仕事と佐川の部下による監視の中で鬱屈していた。
1988年12月（当時24歳）には組への復帰の新たな条件としてマキムラマコトの殺害を命じられ、テレクラでマコトの協力者である女子大生のアッコから情報を得て「ほぐし快館」に乗り込むが、殺すに値する悪漢だと聞かされていたマコトが実は盲いている女性だと知り、戸惑った末に成り行きで彼女を鬼仁会の構成員から守り切る。結局、マコトへの殺意が失せたばかりか、マコトの名を騙って彼女を保護している李文海からマコトの過去を知らされ、「マコトの命を狙っておきながら殺せなかった責任を取る」べく、彼女を裏社会から救い出すことを決意し、李と共にマコトを連れて蒼天堀から脱出しようとするも佐川組によって車に仕掛けられた爆弾により李が殺されてしまい、更には突如現れた謎の男にマコトが連れ去られてしまう。
マコトの居場所を知る鬼仁会会長の西谷誉（初代）を探し、彼の窓口である刑事のビリケンを通して留置場で西谷（初代）と会い、マコトを連れ去ったのは日侠連総裁の世良勝であることを知る。佐川と共に日侠連のアジトがある椿園に向かい、そこで世良から立華鉄の頼みでマコトを保護した後に立華の協力者である桐生一馬に引き渡したことや、マコトが「カラの一坪」と呼ばれる土地の所有者であるために極道から狙われていることを知らされる。その後佐川から蒼天掘を出ることを許可され、共に神室町へ向かう。
神室町到着後は、嶋野からマコト殺害命令は「真島ではマコトを殺せない」と見越した上でマコトに真島への信頼を抱かせて「カラの一坪」を容易く買収できるように仕向けるという計画であった事を知らされ、自分が道化に過ぎなかったと落ち込むも、直後に発奮してマコト捜索を再開。マコトの行方を知っている錦山彰からマコトが姿を消してしまった事を知らされる。後にマコトを見つけ出した真島は、彼女の兄である立華を殺害した堂島組へのマコトの復讐心を知る。真島は復讐を止めるよう諭すがマコトの意志は固く、取引の名目で単身堂島組の待つビルへ赴いてしまう。その後マコトが堂島組に雇われた殺し屋の老鬼に撃たれるところを目の当たりにしたことで、真島は全ての元凶である堂島組組長の堂島宗兵に対する怒りから「狂犬」の如き狂気を露わにする。そして単身堂島組本部へ乗り込み堂島組若頭補佐の阿波野大樹を破り、直後に堂島と共に現れた老鬼と激突して死闘の末に勝利した。最後は復讐のため堂島と老鬼を殺害しようとしたが駆け付けた世良によって止められ、それが「真島が自分の為に殺人に手を染めた」という事実をマコトに背負わせる事、また、老鬼は楽に死なせるよりも「穴倉」に送る方が良いと諭され、復讐を諦めた。
事件後は嶋野に東城会を裏切ったケジメを突けるように世良から告げられるも、嶋野を殺す事はできず拳銃を渡して自身の運命を委ねるが、嶋野は近江の本部長に責任を擦り付けて殺害し、真島の事を「最強の武器」として再び迎え入れる。嶋野組への復帰後は、事件を通して佐川や李、西谷（初代）らの生き様に触れたことで「誰よりも楽しく、誰よりも狂った生き方」を志すため長髪を切り落とし、タキシードを脱ぎ捨てて現在に至る風貌に変身。周囲からは一連の事件の活躍から『嶋野の狂犬』の異名を受けることなる。
「何があっても諦めない執着心」を教えてもらった佐川に礼を言い、別れた。後日、神室町で視力が戻ったマコトと偶然再会。そうとは知らずに彼女に絡んでいた子分達を全員殴り倒し、暴漢と勘違いして駆けつけたマコトの主治医に「ホレとんのか？」と意志を確かめると、「俺の為にもケジメつけてくれ。」、「(マコトが好きなら)早く言え。そばでちゃんと見とけ。」と告げ、彼女の幸せを願いながら声を聞かせずに立ち去った。エピローグでは「カラの一坪」にマコトが来る事を想定し、彼女が愛用していたオルゴール時計を修理した上で地面に埋め、それを拾わせた。その後神室町の路上で桐生と会遇するところで物語は終わるが、この出会いから二人のライバルとしての関係が始まる。

#### 龍が如く
嶋野組の若頭となり、嶋野組の傘下組織として自身が組長を務める真島組を設立した。1995年10月（当時31歳）に部下を引き連れて顔見知りである桐生と再会し、彼を知らずに襲った部下に傘で制裁を加えた後はその場を後にする。その後、2005年12月（当時41歳）には桐生が刑務所から出所した情報を得ると桐生を誘き寄せるために澤村遥を誘拐し、バッティングセンターで戦うも敗北した。直後に子分が無断で自身の仇を討とうとしたため体を張って桐生を庇い、一時は意識不明の重体となる。復活後は桐生と決着をつけるために荷台に子分達を乗せた数台のトラックと共に会員制高級ソープランドである桃源郷に突っ込んで襲撃し、桐生とタイマン勝負をするも傷が完治していなかった影響もあって敗北した。
リメイク作品の『極』では、1995年10月に桐生に「筋の通ったことをさせる」と言ったことに逆上して殴りかかり、それでも反撃しない桐生にドスを突き付けるシーンや、出所した桐生の前に現れ獄中生活で衰えた桐生に対し、かつて以上の力を取り戻させるために執拗に付け狙うことを宣言するシーン、嶋野の命令で葬儀に乗り込んできた桐生と敵対するシーンや桐生の命を狙う元堂島組の動きを察して桐生にメールを送り、埠頭で桐生と共闘して元堂島組組員達を退けた直後に隙を突かれて撃たれるシーンなどが追加されている。しかし基本的に元のシーンの変更は無く、桐生は既に会っている真島の名を聞いて10年前を思い出す、バッティングセンターでの対峙時に真島が「久しぶりやのう」と発する、ストーリー上で刺された真島が平然と襲ってくるなどの不自然さが生じている。

#### 龍が如く2
嶋野太が死亡後、嶋野組を継承せず、独立した後は東城会本家舎弟頭となる。だが2006年（当時42歳）に東城会五代目会長となった寺田行雄（金大津）が、自身や二代目風間組組長の柏木修ら古参の者を排斥し、周りにイエスマンしか置かない現状を見て東城会と決別する事を決意する。また、真島組も「真島建設」と言う建設会社に変え、「賽の河原」（神室西公園跡）に「神室町ヒルズ」を建設する事業を請け負う一方で、賽の河原の地下闘技場チャンピオンにもなる。桐生と再会後は彼の要請により近江連合の関東侵攻阻止に協力することを約束し、数日後に千石組が送り込んできた大量の構成員をたった一人で全員撃退して桐生不在の神室町を守りきったり、物語終盤には真拳派が設置した時限爆弾の一つを爆弾処理の経験や爆弾についての詳しい知識が全く無いにもかかわらず自らの勘で爆弾を解除して見せる等の活躍を見せた。
リメイク作品の『極2』では、賽の河原で桐生と再会した後、神室町ヒルズの利権を狙って乗り込んできた悪徳不動産を桐生と共に撃退するシーンが追加されている。また、自身を主人公としたストーリーが新たに追加されており、『2』本編の前日譚として東城会を抜けるまでの詳細と真相が描かれている。2006年2月17日（当時41歳）、東城会の若頭候補として植松組組長の植松彰信と争う形になり、その最中に植松組らしき男達に真島組が襲われる事件が発生。その後、単身植松組の事務所に乗り込むが既に植松は何者かに射殺されており、その場に居合わせた事で飯渕組組長の飯渕圭から疑われる事になる。事件の真相を探るべく、柏木の伝手で知った情報屋のサイの花屋から、賽の河原の管理を引き受ける事を条件に情報を掴む。その情報によると植松を殺害した犯人は自身の組の若衆であり、東城会本部から組の本部に戻る途中の神室町迄車で手配した川村涼太である事と、川村が現在蒼天堀にいる事を知る。川村を追って向かった蒼天堀にて、グランドで働く川村の同級生・アユミやかつてグランドのライバル店（オデッセイ）の経営者であった山形、ほぐし快館のスタッフなどから川村が多額の借金を背負っていた事と、それを誰かに肩代わりして貰った事等が判明する。その後アユミから川村がグランドで近江連合の幹部を射殺したという情報を受け、グランドで川村と対峙するがこれを退ける。川村は借金の肩代わりとして植松と近江連合の組長（三次団体）、真島を殺す命を受けていた事を白状し、自身に謝罪した直後に彼を利用していた飯渕に射殺されてしまう。その後、飯渕は極道社会を一本化し、合理的で近代的にするという理想のきっかけとして東西の戦争を起こそうと動いている事を明かし、真島を始末しようとしたがこれを返り討ちにする。決着後は近江連合との戦争を避けるため寺田と共に近江連合本部に赴き、近江連合の組長を殺害した事への責任として真島組の解散を提示し、東城会と決別すると同時に新たな事業・建設会社「真島建設」を立ち上げた。また本筋とは別にほぐし快館でマコトと再会する場面があり、自身を施術中のマコトから現在結婚して幸せである事や、大事にしていた時計のベルトが壊れて新しいものに変えた事を知り、過去に着けていたものと同様のバンドを店のスタッフにマコトに渡す様に頼んでいる。マコトが真島に対して記憶していたのは彼の声だけだった為、施術中は激痛を我慢して必死に声を押し殺し、去り際に「おかげで18年もののコリがとれたわ。」とだけ告げてほぐし会館を後にしている。マコトがその人物こそが真島であったと気づいたのは家族と共に海外へ移住する道中の飛行機内であり、差出人不明の贈り物を開けてバンドを手にした時であった。

#### 龍が如く3
真拳派や近江連合神室町侵略後の2007年1月（当時42歳）、沖縄へ行く桐生の願いにより東城会へ復帰し、東城会若頭補佐直系真島組組長として東城会六代目会長となった堂島大吾を支える。その後、2009年3月（当時44歳）には沖縄のリゾートの利権を狙う浜崎組組長の浜崎豪のリゾート計画に乗ったフリをして沖縄にいる桐生達を守ろうとしたり、国会議事堂で襲われた桐生を救出するなどの活躍を見せた。

#### 龍が如く4 伝説を継ぐもの
2010年3月（当時45歳）、自ら若頭補佐を辞めて舎弟へと降格し、組織の若返りを果たすと同時に東城会の再建を図るために神室町ヒルズの建設事業を継続する。その後は自身の兄弟分だった冴島の妹の靖子が「リリ」という名で秋山駿の店で働いているという情報を入手し、彼女を守るために店を訪問するも既に靖子が店を辞めていることを知り、入れ違いとなってしまう。
その後沖縄の刑務所から脱獄して神室町に戻ってきた冴島と25年ぶりに再会を果たし、バッティングセンターで拳を交えた後に25年前の真実を冴島に伝える。終盤では宗像の圧力に屈した大吾の判断で一時は警察に身柄を拘束されるが、事件終結後には釈放されて桐生らと共に冴島の冴島組立ち上げを見守った。

#### 龍が如く5 夢、叶えし者
2010年12月（当時46歳）、自らの意思で収監される冴島と馴染みの焼き肉屋である「韓来」にて食事を終えた後、バッティングセンターで組員に冴島を襲わせ彼の強さを確認した上で収監を見送った。その後、2012年12月（当時48歳）には東城会の舎弟頭として大吾を支えて組織に貢献していたが、七代目近江連合会長危篤の一報で均衡の破れた近江連合との戦争に備え、北方組との盃交渉のために札幌に向かう。その際に近江連合の跡目争いを利用して東城会と近江連合を潰そうとしている黒幕を炙り出すため、長年の友人関係である近江連合の勝矢と協力し、近江連合の跡目争いの鍵となる手紙をもう一人の協力者である自身の元妻の朴に送る（後にこの手紙が原因で朴は殺害される）。しかし黒幕である七代目近江連合会長の黒沢翼により、福岡にいる桐生や網走に収監されている冴島を誘き出すための策略として自身の死亡が報道され、更には隙をつかれて黒澤一派の捕虜にされてしまう。その後、死亡報道を知って脱獄してきた冴島に対し、弱くなった冴島を東西全面戦争に関わらせたくない（死なせたくない）という思いから自身の手で破門状を用意したことを明かした。それにもかかわらず桐生の命より大切なもの（遥）を見捨てることが出来なかったため、黒澤に強いられ冴島と殺し合いをするも決着は付かず、駆け付けた大吾や勝矢に救われた。

#### 龍が如く6 命の詩。
黒澤一派との戦いの決着後、大怪我で搬送された桐生の病室の前にて脱獄の罪で再収監される冴島を見送る形になり、冴島に東城会のことを頼まれる。その後、2015年12月（当時51歳）に起きた亜細亜街の火事を機に始まった中国系マフィア・「祭汪会」と東城会との勢力争いで、一般人にも犠牲者が出た影響で警察から責任を負わされる形となり2016年6月（当時52歳）に大吾と共に逮捕される。しかし終盤で釈放されて冴島や大吾と共に東城会に復帰する。

#### 龍が如く ONLINE
過去のエピソードで登場。『1』での遥の誘拐において、元は嶋野組の別の傘下の組員が遥を捕まえたが、桐生と戦うために遥を利用することを思い付きその組員から遥を横取りしたことが判明した。また、この際に嶋野から遥を連れて来るように命令を受けるもこれを断り、事実上の謀反を起こしている。

#### 龍が如く7 光と闇の行方
2017年（当時53歳）に実施された「神室町3K作戦」で東城会が崩壊した後は行方を眩ませていたが、実は八代目近江連合若頭・渡瀬勝と東城会6代目会長・堂島大吾による東城会と近江連合の同時解散計画に協力していたことが後に判明する。しかし、作戦決行直前に渡瀬が組員の「使用者責任」の罪で逮捕され、2年間服役する事になってしまう。その後東城会は神室町から撤退し、渡瀬が出所するまでの間ニック・尾形の計らいで大吾や冴島と共に身を隠していた。その後2019年（当時55歳）、荒川真澄に事の真相を問いただすため近江連合本部に侵入してきた春日一番達の前に冴島と共に立ちはだかり、激闘を繰り広げるが大吾と荒川の制止によりすぐに和解する。翌日、近江連合本部で行われた渡瀬の出所祝いの席にて、渡瀬と大吾から東条会・近江連合の同時解散宣言が行われるが、解散届を提出するため大阪府警に向かおうとする渡瀬と大吾を阻止するためにその場に出席していたほぼ全ての近江連合幹部から反乱が起きる。真島は渡瀬と大吾を守るために荒川や冴島、春日達、そして突如として現れた桐生と共に共闘して反乱者達を撃退した。事件終結後、荒川親子のお別れ会に渡瀬や大吾、冴島らと共に参列し、渡瀬と大吾が蒼天堀で立ち上げた警備会社に就職したことが示唆された。その席で春日に対し、「親父のやり残した仕事をお前も手伝ったらいい。」と誘ったが、「嶋野の狂犬ってのは思ったよりもまっとうなこと言うんすね。」と返された。

#### 龍が如く7外伝 名を消した男
上記の7にて行われた解散宣言後、仲間達と共に近江連合本部を後にしようとする。東城会と近江連合の歴史が終わった事について感傷に浸り、そのまま打ち上げを提案。そこに桐生も誘うも、彼は死んだ事になっている為、初対面だとしらを切られてしまう。真島は桐生の死を信じていなかったと語り、それでも別人だと言い張る桐生に対して、「もうちょい芝居に付き合うたる。せやから……まだ帰んなや」と寂しげな表情で語り、それを見ていた冴島は微笑を浮かべた。その後、解散を阻止しようと近江連合本部まで桐生と渡瀬を追ってきた渡瀬組若頭補佐の獅子堂康生が、渡瀬を殺そうと刀を振り翳した為、得意のドスで防ぎ、獅子堂の掌にそれを突き刺す。しかし獅子堂は掌にドスが刺さっても勢いが衰えず、その気迫に圧倒され動けなくなり、危うく刀で斬られそうになった所を冴島に助けられる。いくら倒しても残党達はしぶとく立ち上がり、更に本部内に来るように獅子堂が挑発する為、真島達は桐生に、「あいつはお前の客なんやろ？なら、直接引導を渡したれ」と、最後の戦いへと背中を押した。そして桐生が獅子堂と死闘を繰り広げてる間に、無事鎮圧し、最後は渡瀬たちと共に本部を後にした。

#### 龍が如く8
2023年、59歳。近江連合・東城会による大解散後、「元暴5年条項」の制限打破と、元極道たちの受け皿として堂島大吾と渡瀬勝らが中心となって、共に大阪の蒼天堀で警備会社を設立した。元極道と言う肩書がある為、それらが障害とならないよう対策をし、当初はうまく立ち回れることが出来、新規顧客も掴み経営も順調に行っていた。設立から１年後、告発系動画「多々良チャンネル」により、社員が元極道であること、また設立の障害とならないよう、近江連合・東城会のありとあらゆるコネを使いマスコミや役所にも手を回していたことが暴露され公にされてしまった。反論しようにも「明かされたことが全て事実」だったため一切反論する事も出来ず、それらが発端で顧客も徐々に離れ経営も困難に陥った。更に社員たちからは「東城会復活による極道復帰」を望む声も上がり出し会社内部もガタガタ。結果的に経営不振が加速して倒産となった。元極道たちに東城会復活の夢を抱かれ、カタギからは会社設立の経緯を叩かれることになり、内と外から追い詰められる立場になり、「表舞台」に居てはいけないと、堂島大吾・冴島大河と共に辺鄙な田舎に身を引き、海辺の掘っ立て小屋で身を潜めるようにひっそりと暮らしていた。そこへ桐生が現れ自身の病気と親の遺志を引き継ぐべく奮闘していた、元荒川組若頭・沢城への協力を懇願してきたが、自分たちの置かれた状況から受け入れを拒否。しかし、直後の桐生の言動に対して「つまらない喧嘩に乗るのも癪」と不機嫌そうに言いながら桐生たちと対峙する。そして桐生から「他人の人生を狂わせる事か、失敗する事か、どちらにせよ怖がって逃げているだけ」と弱腰になっている事を追及され反論出来なかった。その後、桐生に言われた事で改心。一緒に後始末をしようと海老名との最終決戦に臨むためミレニアムタワーに向かった桐生達の下に駆け付け共に撃退。その際には、手には愛用の「鬼炎のドス」ではなく普通の｢ドス｣だったが、テクノカットで素肌に直接羽織った蛇柄のジャケットに身を包み、往年のスタイルで駆け付けた。

#### 龍が如く8外伝 Pirates in Hawaii
2024年8月（当時60歳）。ネレ島で、パレカナが持ち込んだ放射性廃棄物のある地下の洞窟から周辺の海域に放射能が漏れる騒ぎが起こる。その放射性廃棄物を安全に処理するため、日本から100人のヤクザがネレ島を訪れていた。真島吾朗は別件も兼ねてハワイに行くが、途中で事故に遭い、船の残骸と共に孤島・リッチ島の砂浜に漂着する。
記憶喪失になり自分の名前も思い出せない真島は、自分を助けてくれた地元の少年ノアと共に、失った記憶の手掛かりを求めて船で大海へと旅立つ。やがて真島は、伝説の財宝を巡る熾烈な戦いに巻き込まれていく。

### 外伝シリーズ

#### 龍が如く OF THE END
2011年4月（当時46歳）、ゾンビ映画を鑑賞中に本物のゾンビを見てゾンビと戦えることに興奮し、その勢いでゾンビ狩りを始めると同時に隔離エリアで実験体オンラキを撃退する（痕跡から、人によって造られた生物であることも知る）。その後神室町ヒルズに取り残された大吾達を守るため囮になって戦うが、隙を突かれてゾンビに噛まれてしまう。そして大吾と共に辿り着いた賽の河原にて顔見知りであったサイの花屋や秋山と再会し、花屋の情報から秋山と共に今回の事件の関係者と思われる二階堂哲雄とDDがいるバッティングセンターへと向かう。そこで実験体ツチグモに襲われるが、秋山と共闘して倒す。その後も傷のことを隠し続けていたが、目も充血し始めたために己がゾンビになってしまうのは時間の問題だと悟り自ら隔離エリアへと乗り込む。そこで桐生と再会し、自身がゾンビに噛まれて既に手遅れの状態である事を告白し、「もしゾンビ化したら止めを刺してほしい。」と頼んだ後に別れる。その後隔離エリアで通りかかったサウナ店を見て、「体内のゾンビの毒を代謝を利用して排出」するデトックスを閃き、一世一代の勝負に出る。しかし設備が故障する程の調整をしていたらしく、サウナが爆発して崩壊し、直後に駆け付けた自衛隊員達に保護される。その後運良く噛みついたゾンビの歯は入れ歯だったために感染していないことや、目の充血はただの花粉症によるものだということが明らかになり、事件終結後はゾンビの襲撃を受けた神室町ヒルズの再建設に尽力した。

## 真島ベスト
2017年12月7日、龍が如くシリーズに登場した真島の歌うカラオケ楽曲のすべてを収録した『真島ベスト -龍が如く 真島吾朗 KARAOKE ALL TIME BEST COLLECTION-』が発売された。全16曲。なお、このアルバムは単品だけではなく「龍が如く 極2 DXパック 真島ベストセット」にも同梱されている。

### 収録曲
1. 幸せならいいや【Full Spec Edition】 / 真島吾朗（宇垣秀成）
  - 作詞：堀井亮佑 / 作曲：福田有理
2. 絶望頂プライド【Maji Spec Edition】 / 桐生一馬（黒田崇矢）&真島吾朗（宇垣秀成）
  - 作詞：堀井亮佑 / 作曲：青木千紘
3. 24時間シンデレラ【Full Spec Edition】 / 真島吾朗（宇垣秀成）
  - 作詞：堀井亮佑 / 作曲：ZENTA
4. GET TO THE TOP!（Remix OF THE END） / 真島吾朗（宇垣秀成）
  - 作詞：堀井亮佑 / 作曲：庄司英徳
5. 真島のマジROCK【Full Spec Edition】 / 真島吾朗（宇垣秀成）
  - 作詞：江湯季世 / 作曲：ZENTA
6. さむらい音頭【Full Spec Edition】 / 沖田総司（宇垣秀成）
  - 作詞：堀井亮佑 / 作曲：青木千紘
7. ×3シャイン【Maji Spec Edition】 / 小雪（本居真優） with 桐生一馬（黒田崇矢）&真島吾朗（宇垣秀成）
  - 作詞：堀井亮佑 / 作曲：季世
8. 刹那の人魚姫〜Heart break mermaid〜【Maji Spec Edition】 / 千佳&彩也香 with 真島吾朗（宇垣秀成）
  - 作詞：堀井亮佑 / 作曲：季世
9. Rouge of Love【Maji Spec Edition】 / かぐや（吉原ナツキ）&詩音（水城レナ） with 真島吾朗（宇垣秀成）
  - 作詞：堀井亮佑 / 作曲：Hyd Lunch
10. rain drops【Maji Spec Edition】 / 花（平野綾） with 真島吾朗（宇垣秀成）
  - 作詞：堀井亮佑 / 作曲：福田有理
11. ring【Maji Spec Edition】 / ユキ（杉平真奈美） with 桐生一馬（黒田崇矢）&真島吾朗（宇垣秀成）
  - 作詞：堀井亮佑 / 作曲：ZENTA
12. ユーロde×3シャイン【Maji Spec Edition】 / ユキ（杉平真奈美） with 桐生一馬（黒田崇矢）&真島吾朗（宇垣秀成）
  - 作詞：堀井亮佑 / 作曲：福田有理
13. GET TO THE TOP! -情熱的だよ全員集合mix- / 澤村遥（釘宮理恵）feat.情熱オールスターズ<桐生一馬（黒田崇矢）、真島吾朗（宇垣秀成）、秋山駿（山寺宏一）、郷田龍司（岩崎征実）>
  - 作詞：堀井亮佑 / 作曲：庄司英徳
14. 真島建設社歌【Full Spec Edition】 / 真島建設社員一同
  - ボーナストラック
15. 絶望頂プライド【Full Spec Edition】 / 桐生一馬（黒田崇矢）
  - ボーナストラック
16. 真島建設社歌（Karaoke）
  - ボーナストラック

## その他の出演作品
- 『太鼓の達人ぽ〜たぶるDX』では、真島吾朗がゲストでデフォルメされた状態で登場した[8]。
- 『バイナリー ドメイン』では、真島吾朗がオンラインマルチプレイのDLCキャラクターとして登場した[9]。
- 『ファンタシースターオンライン2』では、真島吾朗のコスチュームと髪型が登場した[10]。
- 『PROJECT X ZONE 2:BRAVE NEW WORLD』では、『OF THE END』の真島吾朗が登場した[11]。
- 『共闘ことばRPG コトダマン』では、真島吾朗がコトダマンとして登場した[12]。
- 『ドラゴンポーカー』では、真島吾朗がゲストで登場した[13]。